# Tiro Federal de Salta
El Tiro Federal de Salta es una institución deportiva argentina de tiro deportivo y rugby masculino con sede en Salta. Funciona como organismo educativo de instrucción en tiro para las fuerzas de seguridad y el público en general. Como equipo de rugby es miembro de la Unión de Rugby de Salta y disputa anualmente el torneo provincial.

## Historia
La institución se fundó el 24 de enero de 1936 por tiradores del Club de Gimnasia y Tiro que buscaban reubicarse, debido al abandono del tiro en el anterior. El terreno fue donado por la Nación y la actividad inició en diciembre del mismo año.

## Instalaciones
El club se ubica a los pies del cerro San Bernardo y limita con el Cementerio de la Santa Cruz. Posee una cancha principal de rugby, otras cuatro menores para las divisiones infantiles, un polígono de tiro, el edificio colonial de administración, un sector actualmente arrendado a la práctica de showbol, y un gimnasio.

## Rugby
La sección se creó el 1 de mayo de 1985 por jugadores de la Cámara de Tabaco Rugby Club, equipo que se disolvió el mismo año, trasladando el club a la capital provincial. El lugar elegido fue el Tiro Federal de Salta, tras la aprobación de la comisión directiva, debiéndose adecuar los terrenos ocupados en su momento por grandes árboles Eucalyptus y dificultando la ubicación de la cancha por deber estar alejada de la fosa de tiro. Cabe destacar que los palos de la H del campo de juego, fueron donados por la Unión Argentina de Rugby.